# يو إف سي 167
يو إف سي 167: سانت بيير ضد هيندريكس (بالإنجليزية: UFC 167: St-Pierre vs. Hendricks)‏ هو حدث لفنون القتال المختلطة نظمته يو إف سي، أُقيم في 16 نوفمبر 2013، على إم جي إم جراند جاردن أرينا في لاس فيغاس، نيفادا، الولايات المتحدة.